# Akjoujt
Akjoujt este un oraș în Mauritania. Este reședința regiunii Inchiri.